# Johann Jakob Merlo

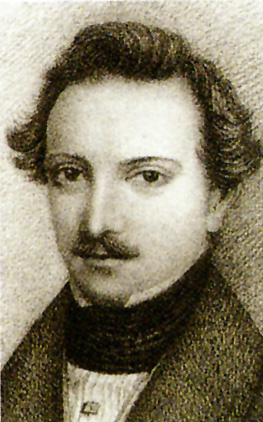
Johann Jakob Merlo

Johann Jakob Merlo (in älteren Veröffentlichungen auch Jacob) (* 25. Oktober 1810 in Köln; † 27. Oktober 1890 ebenda) war ein deutscher Heimatforscher, Sammler und Dichter.

## Leben
Nach dem frühen Tod des Vaters brach Johann Jakob Merlo seine Schulzeit ab und begann eine Ausbildung zum Kaufmann und nach dem Tode der Mutter 1831 zog er sich auch aus dieser Tätigkeit zurück und lebte vom geerbten Vermögen als Privatgelehrter. Als Autodidakt und von nur bescheidener Schulbildung errang er durch Fleiß und Disziplin einen Bildungsstand auf hohem Niveau.
Seine Verdienste für die Entwicklung der Kölner Kunstgeschichte sind vor allem in der Sicherung des immer noch nicht gänzlich erschlossenen Quellenmaterials zu sehen.
Sein zwischen 1850/52 herausgegebenes Werk Nachrichten von dem Leben und den Werken Kölnischer Künstler schuf die Grundlage für eine zusammenhängende Darstellung der Kunstgeschichte seiner Stadt. 1850 verlieh ihm König Friedrich Wilhelm IV. als Anerkennung seiner Verdienste die goldene Medaille für Kunst und Wissenschaft.

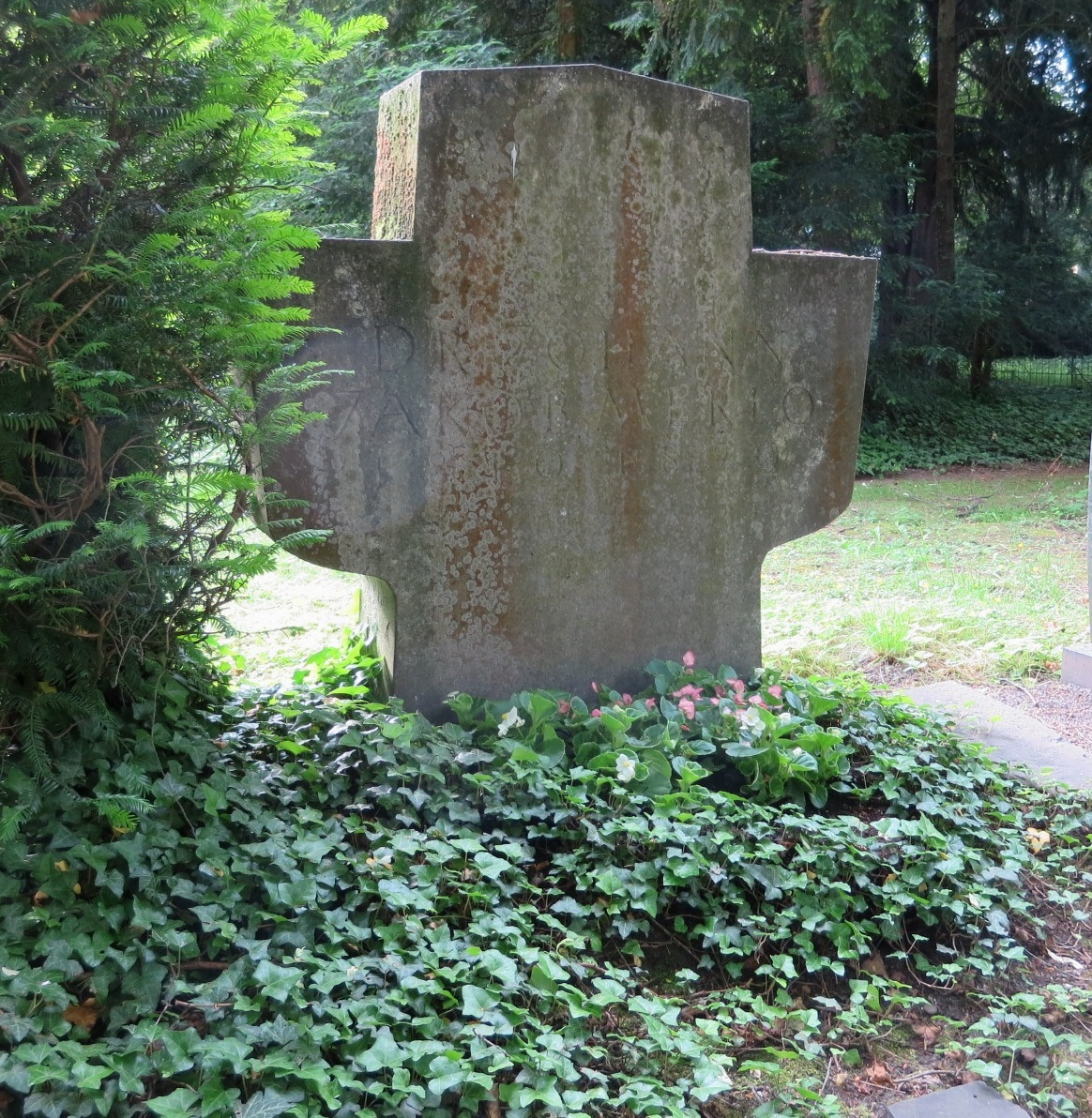
Grab auf dem Kölner Friedhof Melaten

Merlo, der 1890 auch die Ehrendoktorwürde der Universität Bonn erhielt, war auch bekannt für seine Sammlung alter Stiche, sowie alter Stadtansichten und Pläne. Des Weiteren erschienen von ihm Arbeiten über historische Kölner Gebäude, zum Beispiel seine Schilderungen den Gürzenich betreffend, und deren Aufgaben und Bedeutung, darunter seine Forschungen zum Ausgabebuch der Mittwochs-Rentkammer zu Köln. Ein weiteres Interessengebiet war die Geschichte der Kölner Buchhändler und Buchdrucker. Seinen Nachlass mit Büchern, 1000 grafischen Blättern und Porträtsammlungen vermachte er testamentarisch dem Historischen Museum in Köln. Johann Jakob Merlo wurde auf dem Melaten-Friedhof (Lit. G) bestattet.
Die Stadt benannte die „Merlostraße“ in der nördlichen Stadt am Reichenspergerplatz nach ihm.

## Veröffentlichungen (Auswahl)
- Nachrichten von dem Leben und den Werken Kölnischer Künstler. Heberle, Köln 1850 (Digitalisat).
  - Neuausgabe: Kölnische Künstler in alter und neuer Zeit. Johann Jacob Merlos neu bearbeitete und erweiterte Nachrichten von dem Leben und den Werken Kölnischer Künstler. Hrsg. von Eduard Firmenich-Richartz unter Mitwirkung von Hermann Keussen (= Publikationen der Gesellschaft für Rheinische Geschichtskunde. Band 9). Schwann, Düsseldorf 1895 archive.org; unveränderter Nachdruck B. de Graaf, Nieuwkoop 1966.
- Zur Geschichte des Generals Johann von Werth. In: Annalen des historischen Vereins für den Niederrhein, insbesondere die alte Erzdiöcese Köln, 2. Jahrgang, Heft 2, Köln  1857, S. 266–282.
- Die Buchhandlungen und Buchdruckereien zum Einhorn in der Straße Unter Fettenhennen zu Köln, vom sechzehnten Jahrhundert bis zur Gegenwart. In: Annalen des historischen Vereins für den Niederrhein, insbesondere die alte Erzdiöcese Köln, 30. Heft, Köln 1876, S. 1–60.
- Das Frauenkloster zu Schillings-Capellen. In: Annalen des historischen Vereins für den Niederrhein, insbesondere die alte Erzdiöcese Köln, Heft 32, Köln  1878,  S. 133–154.
- Haus Gürzenich zu Köln, sein Saal und dessen Feste. Nach den Urkunden. In: Annalen des Historischen Vereins für den Niederrhein 43, 1885, S. 1–79.
- Die Sarworter zu Köln. In: Annalen des historischen Vereins für den Niederrhein, insbesondere die alte Erzdiöcese Köln, Heft 48, Köln  1889,  S. 172–179.
- Zur Geschichte des Kölner Theaters im 18. und 19. Jahrhundert. In: Annalen des Historischen Vereins für den Niederrhein, insbesondere die alte Erzdiöcese Köln 50, 1890, S. 145–219.
- Ulrich Zell. Kölns erster Drucker. Nach dem hinterlassenen Manuskript bearbeitet von Otto Zaretzky. Köln 1900. (Digitalisierte Ausgabe unter: urn:nbn:de:s2w-3600)